# ブロンツォ
ブロンツォ（伊: Buronzo）は、イタリア共和国ピエモンテ州ヴェルチェッリ県にある、人口約800人の基礎自治体（コムーネ）。

## 地理

### 位置・広がり
| 隣接するコムーネは以下の通り。括弧内のBIはビエッラ県 所属を示す。 - バロッコ - カリージオ - カステッレット・チェルヴォ (BI) - ジッフレンガ (BI) - マッセラーノ (BI) - モッタルチャータ (BI) - ロヴァゼンダ - サン・ジャーコモ・ヴェルチェッレーゼ - ヴィッラノーヴァ・ビエッレーゼ (BI) |